# Agnes Lake
Agnes Lake (1887-1972) est une suffragette britannique connue pour son implication dans la Women's Social and Political Union. Au cours de son activité de militante, elle est business manager du journal The Suffragette,.

## Biographie
Agnes Lake est née en 1887 à Harlow, dans le Sussex. En 1910, elle épouse le Dr William Henry Whatmough.
Elle devient directrice commercial du journal The Suffragette, journal édité par la Women's Social and Political Union. Elle gagne £2.00 par semaine. Avec Emmeline et Christabel Pankhurst, elle travaille à améliorer le contenu et la mise en page du journal.
Le 30 avril 1913, au cours d'une descente de police, toutes les personnes présentes au siège social de la WSPU sont arrêtées, incluant Beatrice Sanders, Rachel Barrett, Harriet Kerr, Flora Drummond, Annie Kenney et Agnes Lake,,. L'avocat d'Agnes Lake essaye de la faire passer pour une simple technicienne qui n'a jamais écrit dans le journal, mais elle est condamnée à 21 mois de prison pour « incitation à la destruction de bien public » et est conduite à la Prison de Holloway.
En juin 1913, elle est conduite dans les geôles de Warwick. Son mari est privé de ses droits de visite. Là, elle commence une grève de la faim et est nourrie de force. Sa santé se dégrade. Une infirmière reste à ses côtés nuits et jours, la nourrissant de force chaque heure. Elle est conduite à la maison de santé de Royal Leamington Spa, mais doit être mise en libération provisoire dans le cadre du Cat and Mouse Act.
Elle reçoit un courrier d'encouragement de la part de Christabel Pankhurst envoyé de Paris. Il est probable qu'elle soit également décorée d'une Hunger Strike Medal. Elle se cache de la police pendant quelque temps avec l'aide des suffragettes, mais est reprise par la police devant son domicile à Leytonstone, à Londres, en décembre 1913.
Elle reprend la grève de la faim, et le 12 décembre 1913 elle est libérée. Les journaux qui annoncent sa libération la déclarent aux portes de la mort.
Le début de la première guerre mondiale met un terme au militantisme des suffragettes, qui décident de soutenir leur pays dans l'effort de guerre. Agnes Lake reçoit une lettre de licenciement officielle de la part de Christabel Pankhurst.
La fille d'Agnes Lake né aux Etats-Unis, ce qui laisse penser qu'elle et son mari y ont séjourné. Cependant ils sont revenus vivre en Angleterre car Agnes Lake est décédée à Wandsworth en 1972 à 84 ans.